# Distretto di San Roque de Cumbaza
Il distretto di San Roque de Cumbaza è uno degli undici distretti  della provincia di Lamas, in Perù. Si trova nella regione di San Martín e si estende su una superficie di 525,15 chilometri quadrati.

Istituito il 29 dicembre 1964, ha per capitale la città di San Roque de Cumbaza; al censimento 2005 contava 1.376 abitanti.